# Вьярм
Вьярм (фр. Viarmes) — муниципалитет во Франции, в регионе Иль-де-Франс, департамент Валь-д'Уаз. Население — 4765 человек (2006).
Муниципалитет расположен на расстоянии около 31 км севернее Парижа, 25 км северо-восточнее Сержи.

## Демография
Динамика населения (INSEE):